# Copa Intercontinental da FIFA de 2024
A Copa Intercontinental da FIFA de 2024 foi a primeira edição do novo formato do torneio  anual de clubes da Federação Internacional de Futebol (FIFA), renomeado para Copa Intercontinental da FIFA. O torneio é a continuação da disputa anual de clubes da FIFA (anteriormente conhecida como Copa do Mundo de Clubes da FIFA) que passou a ser nomeada como Copa Intercontinental pela FIFA.
Seu nome é derivado da antiga Copa Intercontinental, entre equipes da União das Associações Europeias de Futebol (UEFA) e Confederação Sul-Americana de Futebol (CONMEBOL), que foi disputada pela última vez em 2004. A Copa Intercontinental da FIFA inclui uma vaga direta na final para o vencedor da Liga dos Campeões da UEFA.
O calendário da competição foi divulgado em 26 de agosto. Em 20 de setembro, a FIFA divulgou que as três partidas decisivas (11, 14 e 18 de dezembro) acontecem em Doha, no Catar.
O troféu é semelhante ao das edições de 2005 a 2023 da Copa do Mundo de Clubes, com as diferenças em detalhes na base, ser maior verticalmente e possuir a "bola-mundo" com um dourado mais branco.
Em 2025, estreou o Mundial de Clubes FIFA (nome oficial, em português), um mundial quadrienal e com dezenas de participantes, como na Copa do Mundo FIFA de seleções.

## Novo formato
O formato e o novo nome do torneio foram aprovados pelo Conselho da FIFA, em 17 de dezembro de 2023. É composto pelas seis equipes que venceram as edições vigentes dos principais campeonatos continentais de cada confederação da FIFA, sem a vaga do país anfitrião, com os clubes jogando entre si em um sistema eliminatório simples. As duas primeiras partidas são realizadas no estádio de uma das equipes e as posteriores em um local neutro. O clube europeu tornou-se finalista prévio, enquanto o sul-americano, por sua vez, passou a precisar de dois avanços para chegar na decisão.
Conforme os regulamentos oficiais da FIFA, a Copa Intercontinental se subdivide em quatro etapas, a saber: Copa África-Ásia-Pacífico, Dérbi das Américas, Copa Challenger e a final da Copa Intercontinental propriamente dita.
- Copa África-Ásia-Pacífico: o vencedor da Liga dos Campeões da AFC de 2023-24 enfrenta o vencedor da Liga dos Campeões da OFC de 2024, em jogo único, com mando de campo para a equipe melhor posicionada no Ranking da FIFA, em um playoff. A equipe vencedora do playoff enfrenta o vencedor da Liga dos Campeões da CAF de 2023-24, em jogo único, com mando também definido pelo Ranking da FIFA. O vencedor dessa partida recebe o título de campeão da Copa África-Ásia-Pacífico de 2024 e se classifica para a Copa Challenger
- Dérbi das Américas: o vencedor da Copa dos Campeões da CONCACAF de 2024 enfrenta o vencedor da Copa Libertadores da América de 2024, em jogo único e campo neutro. O vencedor dessa partida recebe o título de campeão do Dérbi das Américas e se classifica para a Copa Challenger[nota 1]
- Copa Challenger: o campeão da Copa África-Ásia-Pacífico enfrenta o campeão do Dérbi das Américas em jogo único e campo neutro. O vencedor dessa partida recebe o título de campeão da Copa Challenger de 2024 e se classifica para a final da Copa Intercontinental
- Final: o campeão da Copa Challenger enfrenta o vencedor da Liga dos Campeões da UEFA de 2023-24 em jogo único e campo neutro. O vencedor dessa partida recebe o título de campeão da Copa Intercontinental de 2024

## Transmissão
No Brasil, a TV Globo (sinal aberto) transmitiu a única partida do Botafogo, não passando a Copa Challenger diante da eliminação do brasileiro, e a final. Na TV fechada, o SporTV não passou apenas a primeira partida, cobrindo as demais. Os canais de streaming FIFA+ (canal oficial da FIFA) e CazéTV transmitiram as cinco partidas.

## Equipes classificadas
| Confederação                                       | Equipe                                             | Classificação                                      | Data de classificação                              |
| Disputa a partir da final da Copa Intercontinental | Disputa a partir da final da Copa Intercontinental | Disputa a partir da final da Copa Intercontinental | Disputa a partir da final da Copa Intercontinental |
| -------------------------------------------------- | -------------------------------------------------- | -------------------------------------------------- | -------------------------------------------------- |
| UEFA                                               | Real Madrid                                        | Campeão da Liga dos Campeões da UEFA de 2023–24    | 1 de junho de 2024                                 |
| Disputa a partir da segunda fase                   |                                                    |                                                    |                                                    |
| CONCACAF                                           | Pachuca                                            | Campeão da Copa dos Campeões da CONCACAF de 2024   | 1 de junho de 2024                                 |
| CONMEBOL                                           | Botafogo                                           | Campeão da Copa Libertadores da América de 2024    | 30 de novembro de 2024                             |
| CAF                                                | Al-Ahly                                            | Campeão da Liga dos Campeões da CAF de 2023–24     | 25 de maio de 2024                                 |
| Disputa a partir da primeira fase                  |                                                    |                                                    |                                                    |
| AFC                                                | Al Ain                                             | Campeão da Liga dos Campeões da AFC de 2023–24     | 25 de maio de 2024                                 |
| OFC                                                | Auckland City                                      | Campeão da Liga dos Campeões da OFC de 2024        | 24 de maio de 2024                                 |

## Partidas
|  | Primeira fase                                     | Primeira fase |                                         |   | Segunda fase | Segunda fase |  |  | Playoff da final | Playoff da final |  |  | Final | Final |
|  |                                                   |               |                                         |   |              |              |  |  |                  |                  |  |  |       |       |
|  |                                                   |               |                                         |   |              |              |  |  |                  |                  |  |  |       |       |
|  |                                                   |               |                                         |   |              |              |  |  |                  |                  |  |  |       |       |
|  |                                                   |               |                                         |   |              |              |  |  |                  |                  |  |  |       |       |
|  | Dérbi das Américas - 11 de dezembro – Doha        |               |                                         |   |              |              |  |  |                  |                  |  |  |       |       |
|  |                                                   |               |                                         |   |              |              |  |  |                  |                  |  |  |       |       |
|  | Botafogo                                          | 0             |                                         |   |              |              |  |  |                  |                  |  |  |       |       |
|  | Botafogo                                          | 0             |                                         |   |              |              |  |  |                  |                  |  |  |       |       |
|  |                                                   |               | Pachuca                                 | 3 |              |              |  |  |                  |                  |  |  |       |       |
|  |                                                   |               | Pachuca                                 | 3 |              |              |  |  |                  |                  |  |  |       |       |
|  |                                                   |               | Copa Challenger - 14 de dezembro – Doha |   |              |              |  |  |                  |                  |  |  |       |       |
|  |                                                   |               |                                         |   |              |              |  |  |                  |                  |  |  |       |       |
|  | Pachuca (pen)                                     | 0 (6)         |                                         |   |              |              |  |  |                  |                  |  |  |       |       |
|  | Pachuca (pen)                                     | 0 (6)         |                                         |   |              |              |  |  |                  |                  |  |  |       |       |
|  |                                                   | Al-Ahly       | 0 (5)                                   |   |              |              |  |  |                  |                  |  |  |       |       |
|  |                                                   | Al-Ahly       | 0 (5)                                   |   |              |              |  |  |                  |                  |  |  |       |       |
|  | Copa África-Ásia-Pacífico - 29 de outubro – Cairo |               |                                         |   |              |              |  |  |                  |                  |  |  |       |       |
|  |                                                   |               |                                         |   |              |              |  |  |                  |                  |  |  |       |       |
|  | Al-Ahly                                           | 3             |                                         |   |              |              |  |  |                  |                  |  |  |       |       |
|  | Al-Ahly                                           | 3             | Playoff - 22 de setembro – Alaine       |   |              |              |  |  |                  |                  |  |  |       |       |
|  |                                                   |               | Al Ain                                  | 0 |              |              |  |  |                  |                  |  |  |       |       |
|  | Al Ain                                            | 6             | Al Ain                                  | 0 |              |              |  |  |                  |                  |  |  |       |       |
|  | Al Ain                                            | 6             | Final - 18 de dezembro – Lusail         |   |              |              |  |  |                  |                  |  |  |       |       |
|  | Auckland City                                     | 2             |                                         |   |              |              |  |  |                  |                  |  |  |       |       |
|  | Auckland City                                     | 2             | Real Madrid                             | 3 |              |              |  |  |                  |                  |  |  |       |       |
|  |                                                   |               | Real Madrid                             | 3 |              |              |  |  |                  |                  |  |  |       |       |
|  |                                                   |               | Pachuca                                 | 0 |              |              |  |  |                  |                  |  |  |       |       |
|  |                                                   |               | Pachuca                                 | 0 |              |              |  |  |                  |                  |  |  |       |       |
|  |                                                   |               |                                         |   |              |              |  |  |                  |                  |  |  |       |       |
|  |                                                   |               |                                         |   |              |              |  |  |                  |                  |  |  |       |       |
|  |                                                   |               |                                         |   |              |              |  |  |                  |                  |  |  |       |       |
|  |                                                   |               |                                         |   |              |              |  |  |                  |                  |  |  |       |       |
|  |                                                   |               |                                         |   |              |              |  |  |                  |                  |  |  |       |       |
|  |                                                   |               |                                         |   |              |              |  |  |                  |                  |  |  |       |       |
|  |                                                   |               |                                         |   |              |              |  |  |                  |                  |  |  |       |       |
|  |                                                   |               |                                         |   |              |              |  |  |                  |                  |  |  |       |       |
|  |                                                   |               |                                         |   |              |              |  |  |                  |                  |  |  |       |       |
|  |                                                   |               |                                         |   |              |              |  |  |                  |                  |  |  |       |       |
|  |                                                   |               |                                         |   |              |              |  |  |                  |                  |  |  |       |       |
|  |                                                   |               |                                         |   |              |              |  |  |                  |                  |  |  |       |       |
|  |                                                   |               |                                         |   |              |              |  |  |                  |                  |  |  |       |       |
|  |                                                   |               |                                         |   |              |              |  |  |                  |                  |  |  |       |       |
|  |                                                   |               |                                         |   |              |              |  |  |                  |                  |  |  |       |       |
|  |                                                   |               |                                         |   |              |              |  |  |                  |                  |  |  |       |       |
|  |                                                   |               |                                         |   |              |              |  |  |                  |                  |  |  |       |       |
|  |                                                   |               |                                         |   |              |              |  |  |                  |                  |  |  |       |       |
|  |                                                   |               |                                         |   |              |              |  |  |                  |                  |  |  |       |       |
|  |                                                   |               |                                         |   |              |              |  |  |                  |                  |  |  |       |       |
|  |                                                   |               |                                         |   |              |              |  |  |                  |                  |  |  |       |       |

### Primeira fase
Playoff da Copa África-Ásia-Pacífico
| 22 de setembro | Al Ain                                                                     | 6 – 2            | Auckland City         | Estádio Hazza bin Zayed, Alaine               |
| 20:00 (UTC+4)  | Cardoso 6' · Gassama 11' · Palacios 45+1' · Rahimi 78', 90+4' · Kaku 90+2' | Relatório (FIFA) | Lagos 43' · Bevan 54' | Público: 13 826 Árbitro: ALG Mustapha Ghorbal |

|  | Al Ain |  | Auckland City |  |

### Segunda fase
Copa África-Ásia-Pacífico
| 29 de outubro | Al-Ahly                                        | 3 – 0            | Al Ain | Estádio Internacional do Cairo, Cairo         |
| 20:00 (UTC+2) | Abou Ali 32' · Ashour 55' · Magdy 90+2' (pen.) | Relatório (FIFA) |        | Público: 51 602 Árbitro: TUR Halil Umut Meler |

|  | Al-Ahly |  | Al Ain |  |

Dérbi das Américas
| 11 de dezembro | Botafogo | 0 – 3                      | Pachuca                               | Estádio 974, Doha           |
| 20:00 (UTC+3)  |          | Relatório (FIFA) Soccerway | Idrissi 50' · Deossa 66' · Rondón 80' | Árbitro: NED Danny Makkelie |

|  | Botafogo |  | Pachuca |  |

### Playoffda final
Copa Challenger
| 14 de dezembro | Pachuca | 0 – 0 (pro)                | Al-Ahly | Estádio 974, Doha                            |
| 20:00 (UTC+3)  |         | Relatório (FIFA) Soccerway |         | Público: 38 841 Árbitro: AUS Alireza Faghani |

|                                                           |       | Penalidades                                          |  |
| Rondón Bastón Cabral Idrissi Deossa Montiel Rodriguez Gil | 6 – 5 | Aafsha Rabia Ateya Kahraba Kamal El Solia Tau Fattah |  |

|  | Pachuca |  | Al-Ahly |  |

### Final
| 18 de dezembro | Real Madrid                                           | 3 – 0                      | Pachuca | Estádio Nacional de Lusail, Lusail            |
| 21:00 (UTC+3)  | Mbappé 37' · Rodrygo 53' · Vinícius Júnior 84' (pen.) | Relatório (FIFA) Soccerway |         | Público: 67 249 Árbitro: VEN Jesús Valenzuela |

|  | Real Madrid |  | Pachuca |  |

## Campeões

### Copa Intercontinental
| Copa Intercontinental da FIFA de 2024 |
| Espanha                               |
| ------------------------------------- |
| REAL MADRID Campeão (1.º título)      |

### CopaChallenger
| Copa Challenger da FIFA de 2024 |
| México                          |
| ------------------------------- |
| PACHUCA Campeão (1.º título)    |

### Dérbi das Américas
| Dérbi das Américas da FIFA de 2024 |
| México                             |
| ---------------------------------- |
| PACHUCA Campeão (1.º título)       |

### Copa África-Ásia-Pacífico
| Copa África-Ásia-Pacífico da FIFA de 2024 |
| Egito                                     |
| ----------------------------------------- |
| AL-AHLY Campeão (1.º título)              |

## Destaques
O meio-campista Hussein El Shahat, do Al-Ahly, disputou pela sexta vez o mundial anual da FIFA (a primeira vez com a competição tendo o nome Copa Intercontinental da FIFA), o que foi destacado pela entidade máxima do futebol.
Em uma publicação em seu site, a FIFA afirma que o Real Madrid disputaria sua "décima primeira final de competição de clubes da FIFA", considerando as finais na Copa Intercontinental, disputada de 1960 a 2004 e reconhecida como mundial desde 2017, e as dos mundiais de sua organização.
Após o Botafogo ser eliminado pelo mexicano Pachuca, o clube carioca passou a ter a pior campanha de um clube sul-americano em mundiais. Isto, também em razão do novo chaveamento, em que o representante da América do Sul entra nas "quartas", sem uma disputa pelo terceiro lugar caso eliminado. Até então, o pior resultado era de outro brasileiro, o Palmeiras, quarto lugar na edição de 2020 (perdeu na semifinal para o mexicano Tigres UANL, por 1–0, e foi derrotado nos penais para o egípcio Al-Ahly, no jogo pela terceira posição). Além disso, a derrota do time alvinegro se tornou a maior da CONMEBOL, em empate com revés do colombiano Atlético Nacional (semifinal de 2016: 3–0 para o japonês Kashima Antlers), e de um time do Brasil.

## Premiação
Esta foi a premiação anunciada:
1. Campeão: 5 milhões de dólares;
2. Vice-campeão: 4 milhões de dólares;
3. Vice-campeão da Copa Challenger: 2,5 milhões de dólares;
4. Vice-campeões da Copa África-Ásia-Pacífico e Dérbi das Américas: 1 milhão de dólares;
5. Eliminado na primeira fase: 500 mil dólares.

## Classificação final
| Pos. | Equipes       | Pts | J | V | E | D | GP | GC | SG |
| ---- | ------------- | --- | - | - | - | - | -- | -- | -- |
| 1    | Real Madrid   | 3   | 1 | 1 | 0 | 0 | 3  | 0  | +3 |
| 2    | Pachuca       | 4   | 3 | 1 | 1 | 1 | 3  | 3  | 0  |
| 3    | Al-Ahly       | 4   | 2 | 1 | 1 | 0 | 3  | 0  | +3 |
| 4    | Al Ain        | 3   | 2 | 1 | 0 | 1 | 6  | 5  | +1 |
| 5    | Botafogo      | 0   | 1 | 0 | 0 | 1 | 0  | 3  | -3 |
| 6    | Auckland City | 0   | 1 | 0 | 0 | 1 | 2  | 6  | -4 |